# 363. pehotni polk (Italija)
363. pehotni polk Cagliari je bil pehotni polk (Kraljeve) Italijanske kopenske vojske.

## Zgodovina
Polk je bil med letoma 1942 in 1943 nastanjen v Grčiji.